# Porta Serio
Porta Serio è una monumentale porta d'accesso al centro storico di Crema.

## Storia

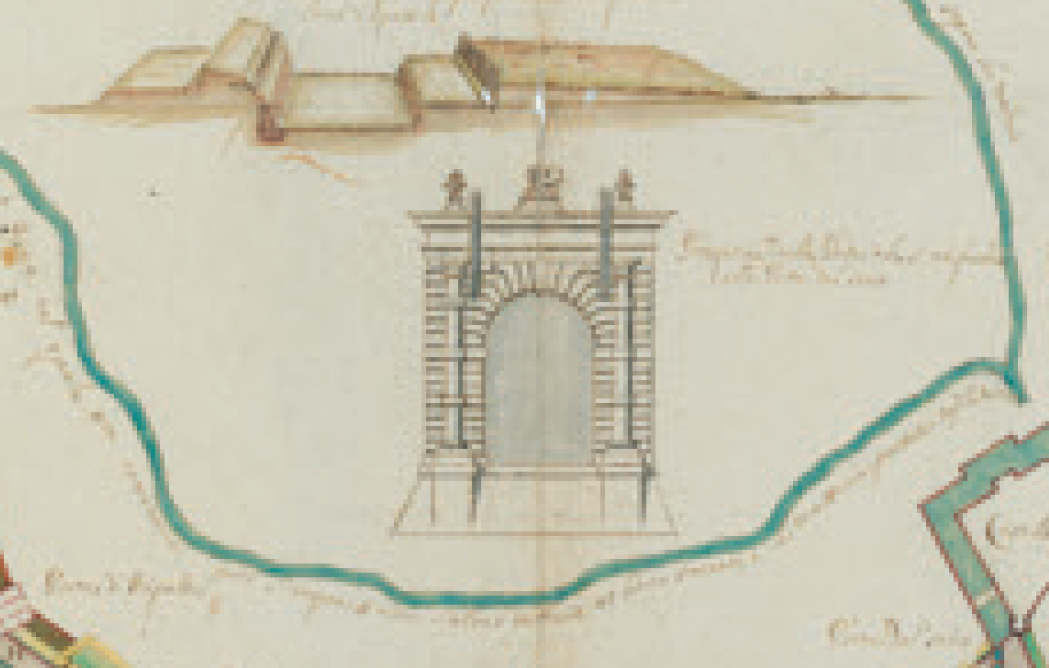
Porta Serio come appare in una mappa di Crema del 1681/1682, di autore ignoto, disegno a penna e inchiostro seppia, con colorazioni ad acquerello, su carta, conservata presso la biblioteca comunale di Treviso

L'evoluzione storica prima della costruzione delle mura venete non è chiara, forse esisteva già un ingresso all'imbocco dell'attuale via Giuseppe Mazzini, mentre all'esterno si andava a formare il borgo extra moenia di San Benedetto.
Lo storico Pietro Terni la cita narrando della ricostruzione delle mura del 1199, al di fuori della quale venivano fabbricati alcuni mulini.

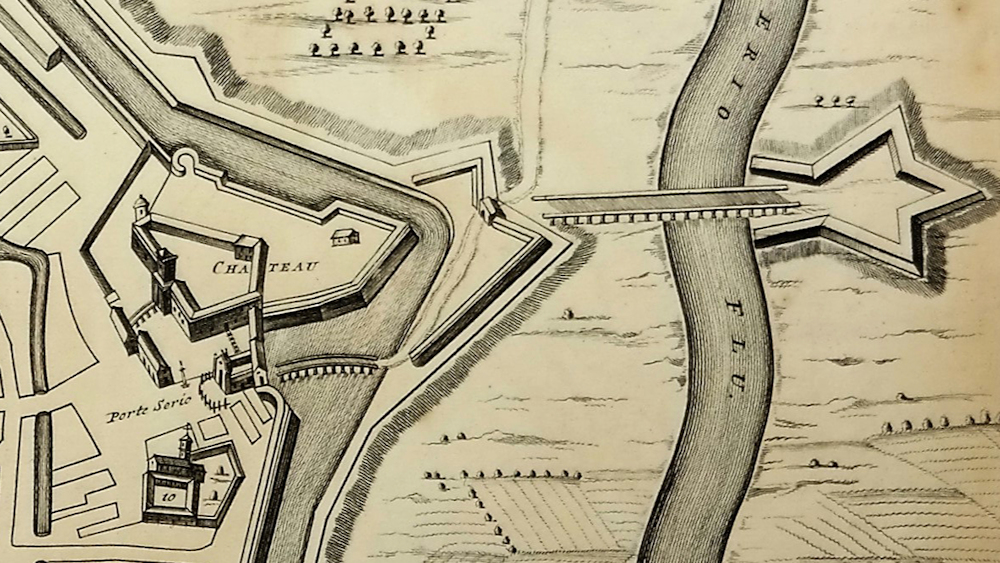
L'area del castello e di Porta Serio, Estratto della mappa di Crema realizzata da Pierre Mortier, acquaforte, Amsterdam, 1708

Fin dal XIV secolo era affiancata da un castello mentre, in epoca veneziana, veniva aggiunto esternamente un bastione a coprire entrambi, un'«opera a corna» che era «così angusta, che non cuopre quella porta principale del Serio, né meno la sua piazza interiore, ch’è veduta dalla campagna».
Una mappa della città non datata, ma risalente verso gli anni 1681/1682, ne riporta il prospetto ed era a quei tempi in parziale ricostruzione; infatti, una didascalia recita «Prospetiva della Porta che si va facendo alla Porta del Serio».

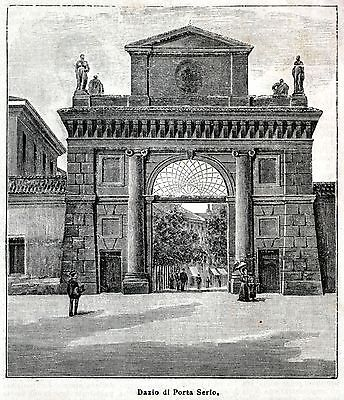
Porta Serio nel 1896, con i caselli daziari, tratto da «Le cento città d'Italia», supplemento mensile illustrato del Secolo, Sonzogno Editore, 1896

 Il nuovo governo della Repubblica Cisalpina decretava nel 1803 Crema «città aperta»,  avviando così lo smantellamento del sistema difensivo cittadino. A partire dal 1804 iniziava il carteggio dell'Amministrazione comunale con l'architetto Faustino Rodi per una ristrutturazione delle due porte maggiori della città, Porta Serio e Porta Ombriano. Nella sua analisi il Rodi definiva le due strutture decadenti, precarie, bisognose di riparazioni e con passaggi ormai ritenuti angusti. Il suo progetto prevedeva un sostanziale rifacimento in stile neoclassico, come poi fu effettivamente realizzato, con la porta affiancata da caselli daziari.
Aboliti i dazi in ingresso in città nei primi anni del XX secolo, nel 1919 si provvedeva alla demolizione dei caselli e le due porte furono isolate.
Giusto le adiacenze di Porta Serio furono teatro di uno dei primi tragici episodi dell'occupazione nazifascista a Crema; il 15 settembre 1943 un autoblindo tedesco Contras 47 giungeva e si fermava in piazza Giuseppe Garibaldi suscitando la curiosità di alcuni cittadini; due militari spararono alcuni colpi di pistola uccidendo lo studente diciassettenne Domenico Pizzochero. Come si evince da un rapporto dei Carabinieri, nessuno aveva provocato i militari né con gesti né con parole, ma per l'opportunità di quei momenti non si procedeva ad alcun interrogatorio e identificazione.

## Caratteristiche
Porta Serio si colloca sul lato orientale di Piazza Giuseppe Garibaldi.

### Fronte esterno

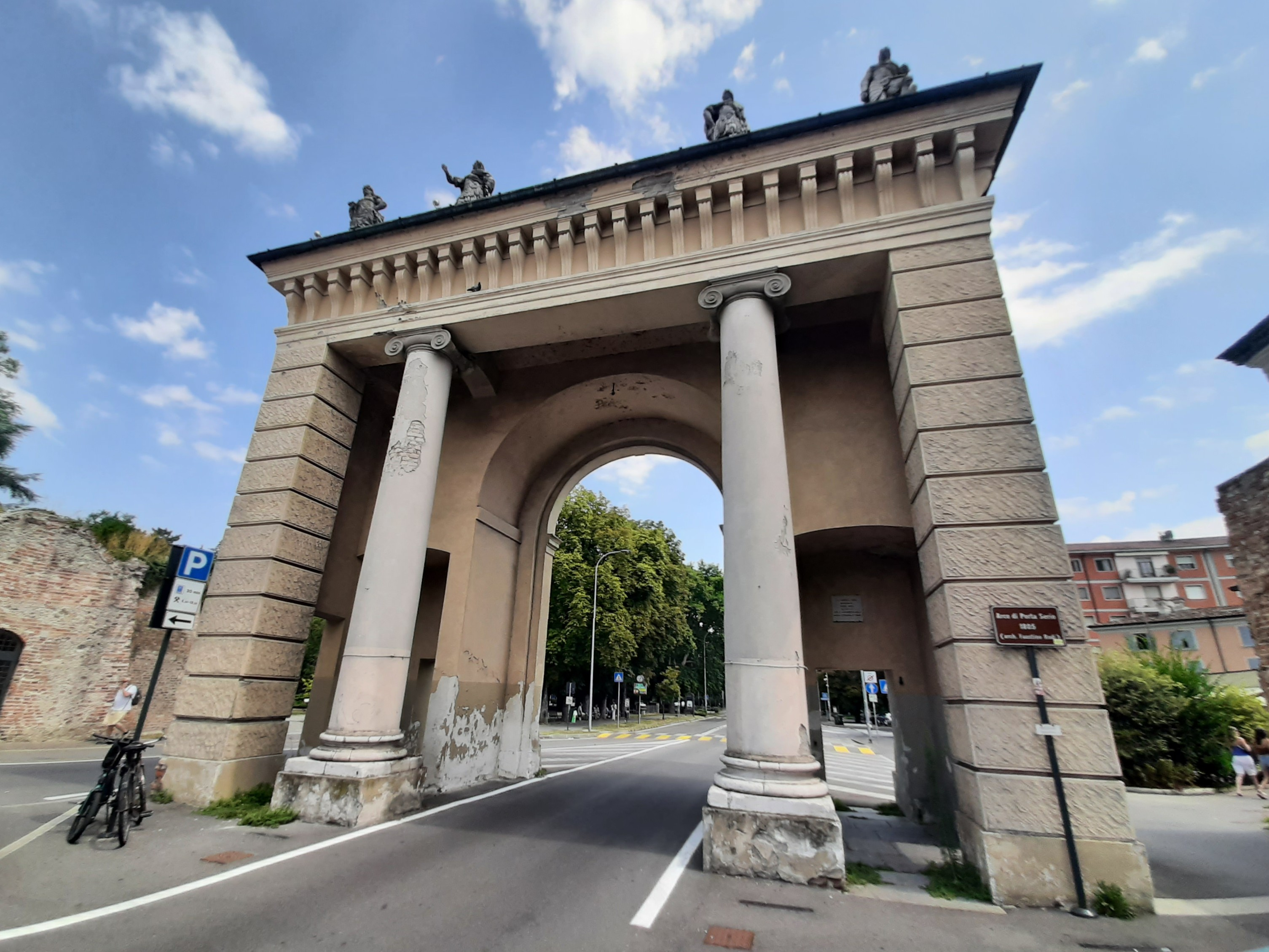
Il fronte interno

La porta è caratterizzata da due alte colonne di ordine ionico che sostengono un alto fornice centrale con mensole fortemente aggettanti; All'interno si colloca il grande arco d'ingresso a tutto sesto. Le sezioni laterali sono in bugnato con due ordini sovrapposti. Sopra la trabeazione è posta l'edicola con 
timpano triangolare, affiancata da due statue.

### Fronte interno
Si discosta da quello esterno per la mancanza dell'edicola e per l'effetto «negativo» delle colonne che sorgono da un vano ombra forse ispirato da un progetto di Luigi Cagnola realizzato a Porta Ticinese a Milano. La fornice sostiene quattro statue.
Secondo Francesco Sforza Benvenuti le statue furono rinvenute nel castello di Porta Serio.

## Le statue
Le statue furono volute dallo stesso Rodi a sottolineare la vocazione commerciale della città. Durante i restauri dei primi anni novanta del XX secolo fu possibile eseguire un attento studio.

### Le statue del fronte esterno
Sono due, scolpite nel marmo Botticino e rappresentano due figure femminili. Si tratta dell'Italia e della Francia, con lungo abito a vita alta, sostenuto da una mano mentre con l'altra reggono foglie e fiori. Non se conosce l'autore ma vi si ritrovano i caratteri neoclassici ispirati agli esempi francesi e alla scuola di Antonio Canova.

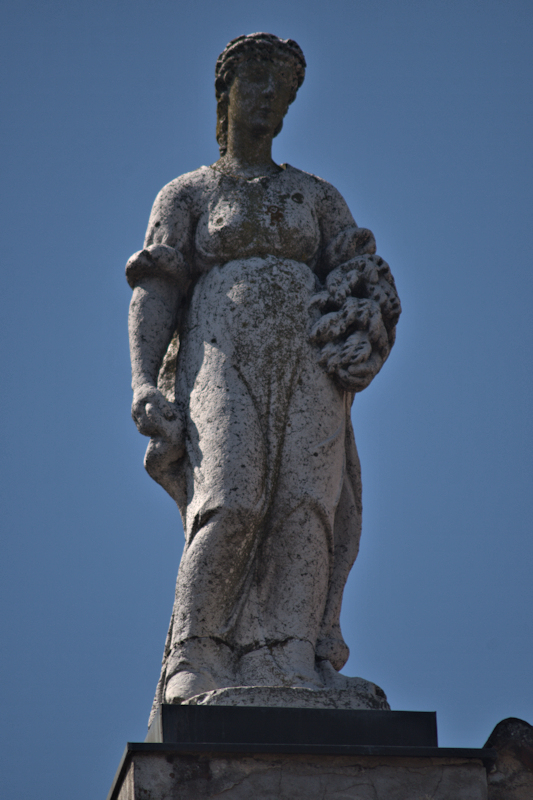
La Francia
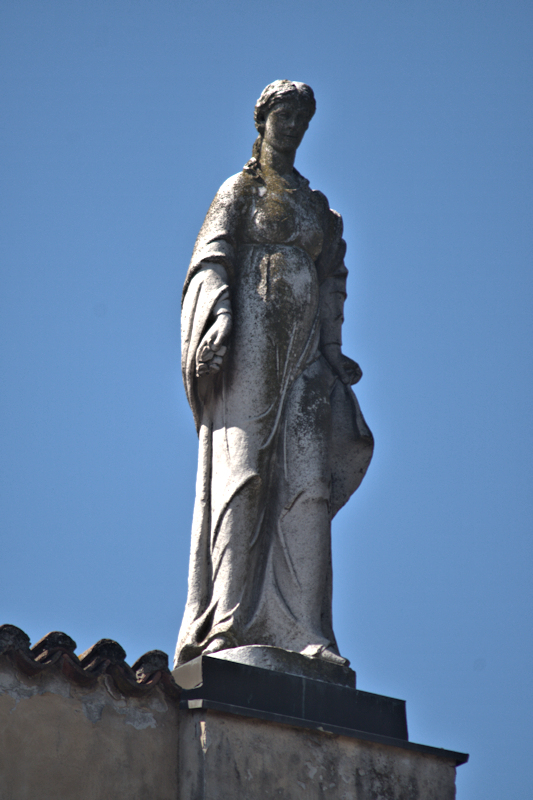
L'Italia

### Le statue del fronte interno
Le quattro statue del fronte interno rappresentano guerrieri in foggia militaresca classica.
La prima da sinistra rappresenta un guerriero in assetto da parata e riporta la sigla H.M.B.O. (Opera di Orazio Marinali Bassanese).
La seconda è un guerriero con mantello, corazza e gonnellino a segmenti molto decorato; ha una posa teatrale e riporta la firma completa: HORAT MARENALIS BASSANI OPUS. 
La terza statua ha vestiario simile al precedente, ma ha un braccio disteso con mano chiusa a pugno, probabilmente a sostenere un bastone di comando scomparso; riporta la firma HORATIJ ET FRAN FRATR V DE MARENALI BASSANENSI VOPUS.
Queste tre statue sono in marmo di Carrara.
L'ultima statua del fronte interno si differenzia perché non ha firma ed è in pietra arenaria. Si tratta di un guerriero piuttosto rovinato e mancante di un braccio.
Tre delle quattro statue, quindi, sono riconducibili alla nota famiglia di scultori Marinali di Bassano del Grappa, attivi nel XVII secolo.

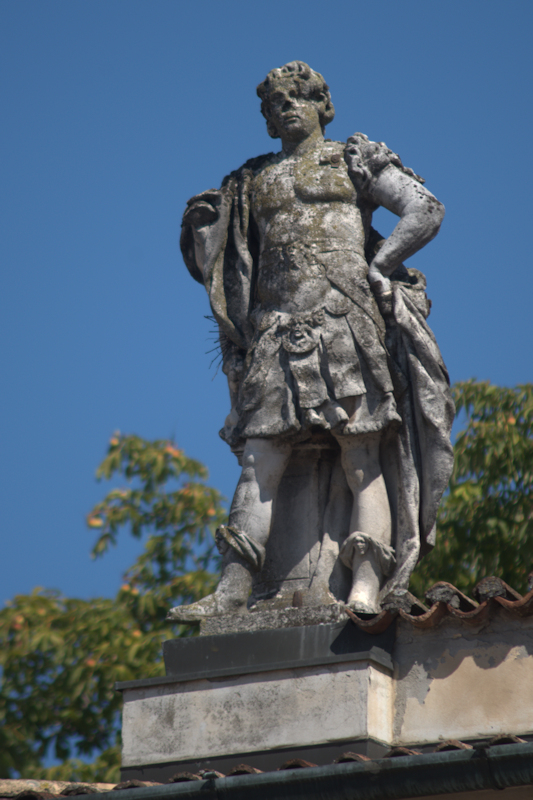
Guerriero sul fronte interno di Orazio Marinali
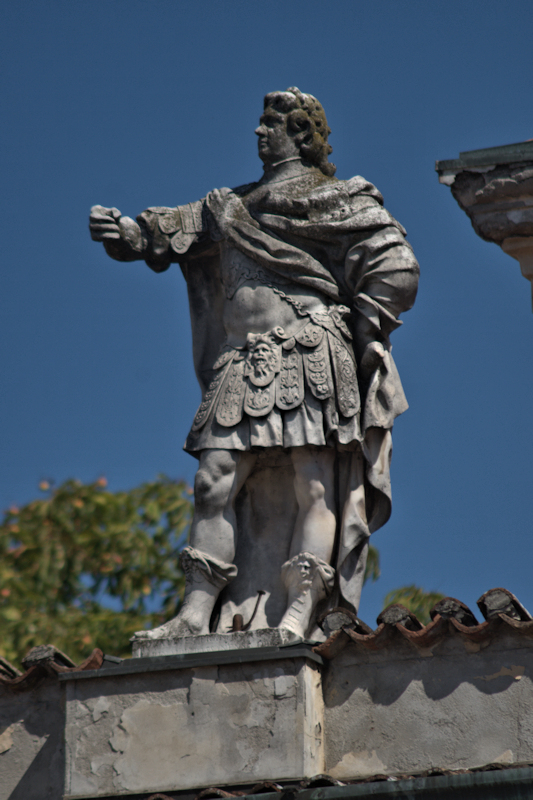
Guerriero sul fronte interno di Orazio Marinali
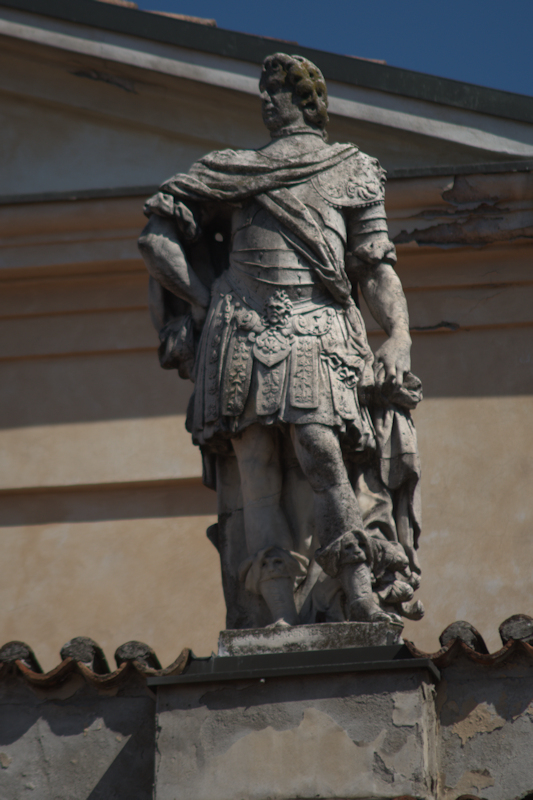
Guerriero sul fronte interno di Orazio e Francesco Marinali
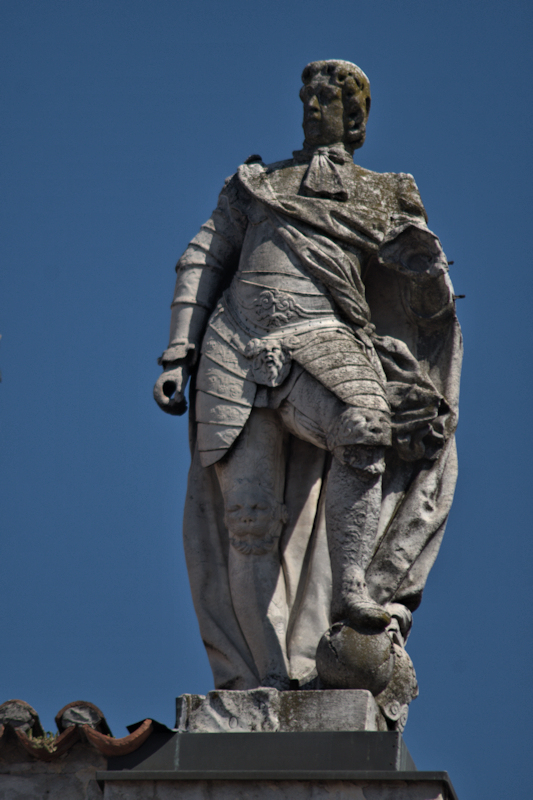
Guerriero sul fronte interno, autore sconosciuto